# 隱姬管鼻蝠
隱姬管鼻蝠（学名：Murina recondita）为蝙蝠科管鼻蝠屬下的一个种。